# イライア・ドロアセセ
イライア・ドロアセセ（Ilaisa Droasese、1999年9月13日 - ）は、スーパーラグビー・パシフィックフィジアン・ドゥルアに所属するラグビー選手。

## プロフィール
- フィジー出身[1]。
- ポジションはウィング(WTB)、センター(CTB)。
- 身長 185cm、体重 99kg
- U20フィジー代表に選ばれたことがある[2]。
- フィジー代表キャップは8（2024年3月現在）でラグビーワールドカップ2023のフィジー代表に選ばれた[3]。

## 略歴
ブリスベンシティー、レッズを経て、2022年、フィジアン・ドゥルアに加入。